# André de Carvalho Miau
André Gaspar Mendes de Carvalho "Miau" é um militar, diplomata e político angolano da Convergência Ampla de Salvação de Angola - Coligação Eleitoral (CASA-CE). Foi deputado da Assembleia Nacional de Angola entre 2012 e 2022.
É almirante da Marinha de Guerra Angolana.

## Biografia
André Gaspar Mendes de Carvalho nasceu na cidade de Lubango no ano de 1952. É filho do escritor e nacionalista Agostinho Mendes de Carvalho "Uanhenga Xitu" e de Maria António Jorge de Carvalho. Possui nome idêntico ao de seu avô paterno.
Entre 1976 e 1980 foi Chefe-Comissário Político da Direcção Política das Forças Armadas Populares de Libertação de Angola (FAPLA) na Frente Sul já pela Guerra Civil Angolana. Entre 1980 e 1986, assumiu a chefia da Direcção Política da Marinha de Guerra Angolana, servindo entre 1986 e 1987 como Comissário Político das FAPLA na Frente Leste.
De 1987 a 1990, foi chefe da Direcção Política Nacional do Ministério do Interior. Entre 1991 e 2011 foi destacado para diversas posições diplomáticas do Ministério da Defesa de Angola.
Foi um dos poucos nomes do Movimento Popular de Libertação de Angola (MPLA) a romper com o partido para formar o projecto político da Convergência Ampla de Salvação de Angola - Coligação Eleitoral (CASA-CE), através do qual foi eleito deputado na composição do Círculo Nacional da Assembleia Nacional de Angola.
Foi eleito presidente do grupo parlamentar da CASA-CE, fazendo parte também da Comissão de Defesa, Segurança, Ordem Interna, Antigos Combatentes e Veteranos da Pátria.
Em março de 2019 chegou a ser eleito presidente da CASA-CE em substituição a Abel Chivukuvuku, sendo nomeado também como membro do Conselho da República. Porém, pouco tempo depois, em um novo congresso partidário, é derrotado e substituído por Manuel Fernandes.